# 3381 Mikkola
3381 Mikkola је астероид главног астероидног појаса чија средња удаљеност од Сунца износи 2,452 астрономских јединица (АЈ).
Апсолутна магнитуда астероида је 13,2.